# Кинг, Камми
Элеанор Каммак «Камми» Кинг (англ. Eleanore Cammack "Cammie" King; 5 августа 1934 — 1 сентября 2010) — американская актриса, наиболее известная по роли Бонни Батлер в фильме «Унесённые ветром».
Она была крестницей Герберта Калмуса, одного из основателей компании «Technicolor», а в 1949 году стала его падчерицей, когда её мать, Элеанор Кинг, вышла за него замуж. Камми снялась в эпизодических ролях всего в двух фильмах. Большую часть своей жизни Кинг посвятила общественным отношениям. Говоря о своей работе в кино, она шутила: «Я достигла вершины своей карьеры в пять лет».
Камми Кинг умерла 1 сентября 2010 года в своём доме в городке Форт-Брагг в Калифорнии от рака лёгкого в возрасте 76 лет.

## Фильмография
- 1939 — Блондинка встречает босса — Милли (в титрах не указана)
- 1939 — Унесённые ветром — Бонни «Блю» Батлер
- 1942 — Бэмби — Молодая Фэлин (озвучка; в титрах не указана)
- 2010 — Change in the Wind — рассказчица (озвучка)